# Utila
Utila es un municipio del departamento de Islas de la Bahía en la República de Honduras.

## Límites
Utila es uno de sus cuatro municipios del Departamento de Islas de la Bahía y una de las tres principales islas que lo conforman.
Está localizada a solo 30 km de la costa norte de Honduras. Hacia el este de la isla, a tan solo 30 km, se encuentra la isla de Roatán.
Su extensión territorial es de 49,3 km². Tiene 11 km de largo y 4 km en su punto más ancho.
El único pueblo de la isla es East Harbour. Hacia el oeste de la isla existen muchos cayos, varios de los cuales están habitados y forman parte de la Comunidad de Los Cayos, con una población pequeña.

## Cayos de Útila

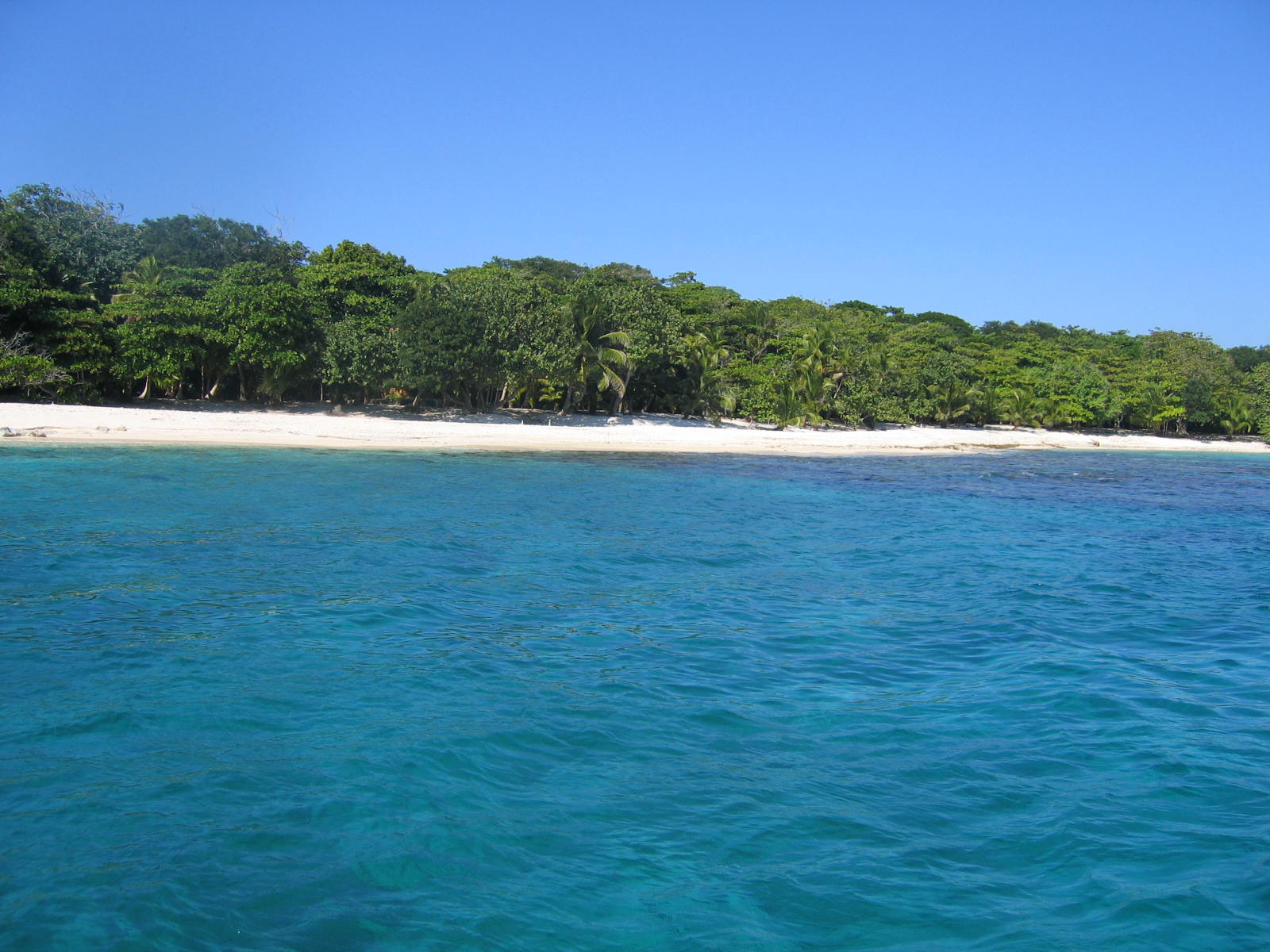
Playa en Utila.

Los cayos de Útila son:
- Ragged Cay (Cayo Áspero)
- South West Cay
- Sandy Cay
- Diamond Cay
- Up Cay (Jewel Cay)
- Down Cay (Pigeon Cay)
- Jack O'Neil's Cay (Rock Cay)
- Bell Cay
- Little Cay
- Water Cay
- Morgan's Cay
- Michigan Cay (Salmodina's Cay)

## Clima

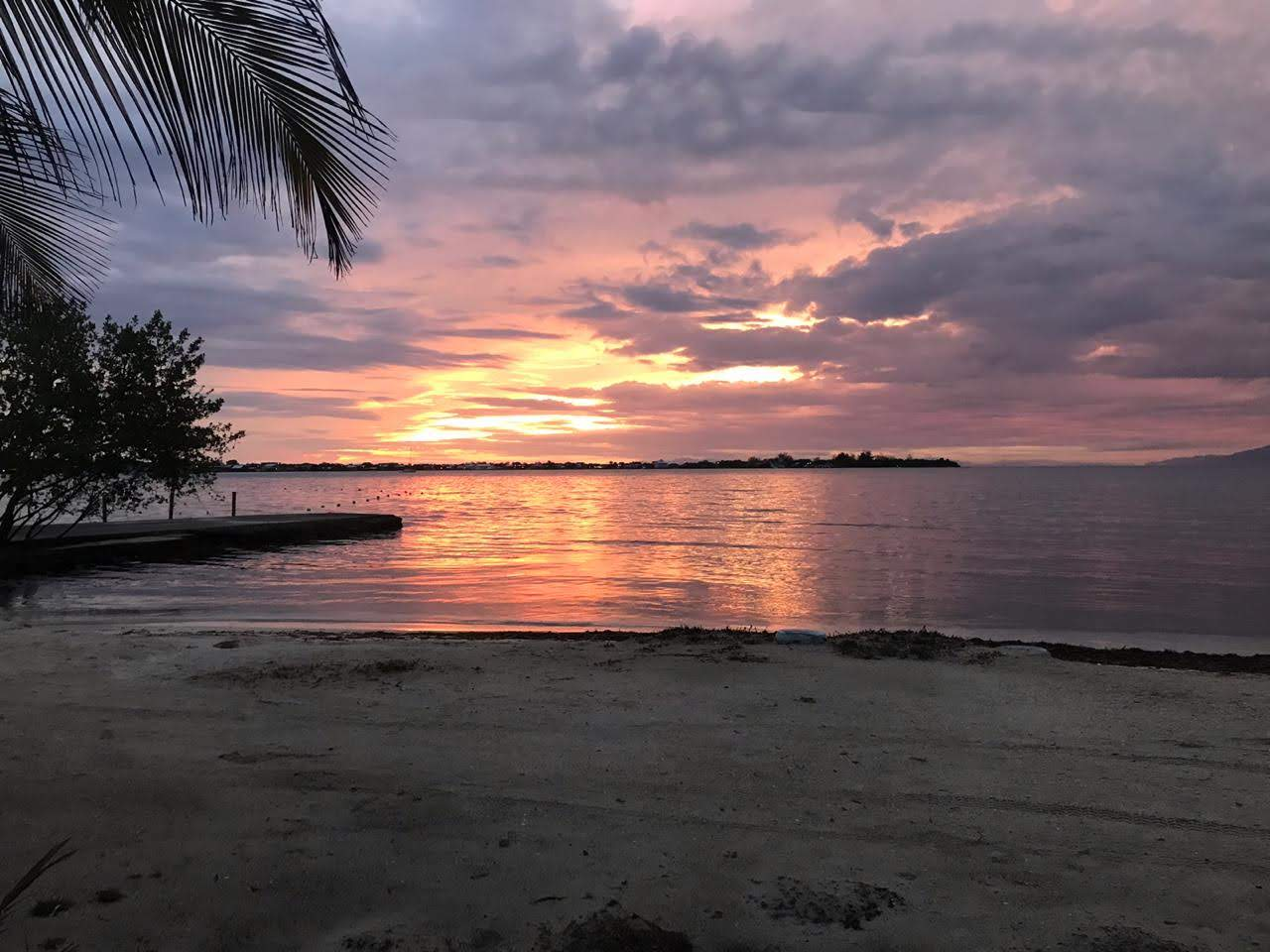
Atardecer en la costa en Útila.

Como es común en el Caribe, existen sólo dos estaciones climáticas:
1. La estación seca, de febrero a septiembre.
2. La estación lluviosa, comprendido desde octubre hasta enero (siendo noviembre el mes más lluvioso).

## Historia
Utila es la más tradicional y conservadora de las islas del archipiélago, a pesar de los cambios que ha atravesado a lo largo de décadas desde su traspaso de los británicos al gobierno de Honduras en el siglo XIX, de ser una comunidad cerrada y dedicada a la pesca a ser uno de los lugares más cosmopolitas de Honduras y desarrollarse como uno de los mejores destinos turísticos del Caribe y ser ejemplo de ello para el resto de la región.
Delegados de la ONU sobre el medio ambiente y calentamiento global se reunieron en Ginebra, para hablar sobre variados temas como las emisiones mundiales de CO2, el Protocolo de Kioto, Utila Honduras y los nuevos acuerdos internacionales para bajar los niveles de contaminación en los países de tercer mundo. En palabras del delegado Ramsey para la protección de Especies Protegidas y de Barreras de Coral en el Mundo:
"Utila ha punteado como un Santuario para la Vida Marina y como el mejor lugar en el mundo para bucear debido al equilibro medio ambiental que tiene la isla".

## Población e idiomas
Utila, Islas de la Bahía.jpg
Tiene aproximadamente 10 000 habitantes.

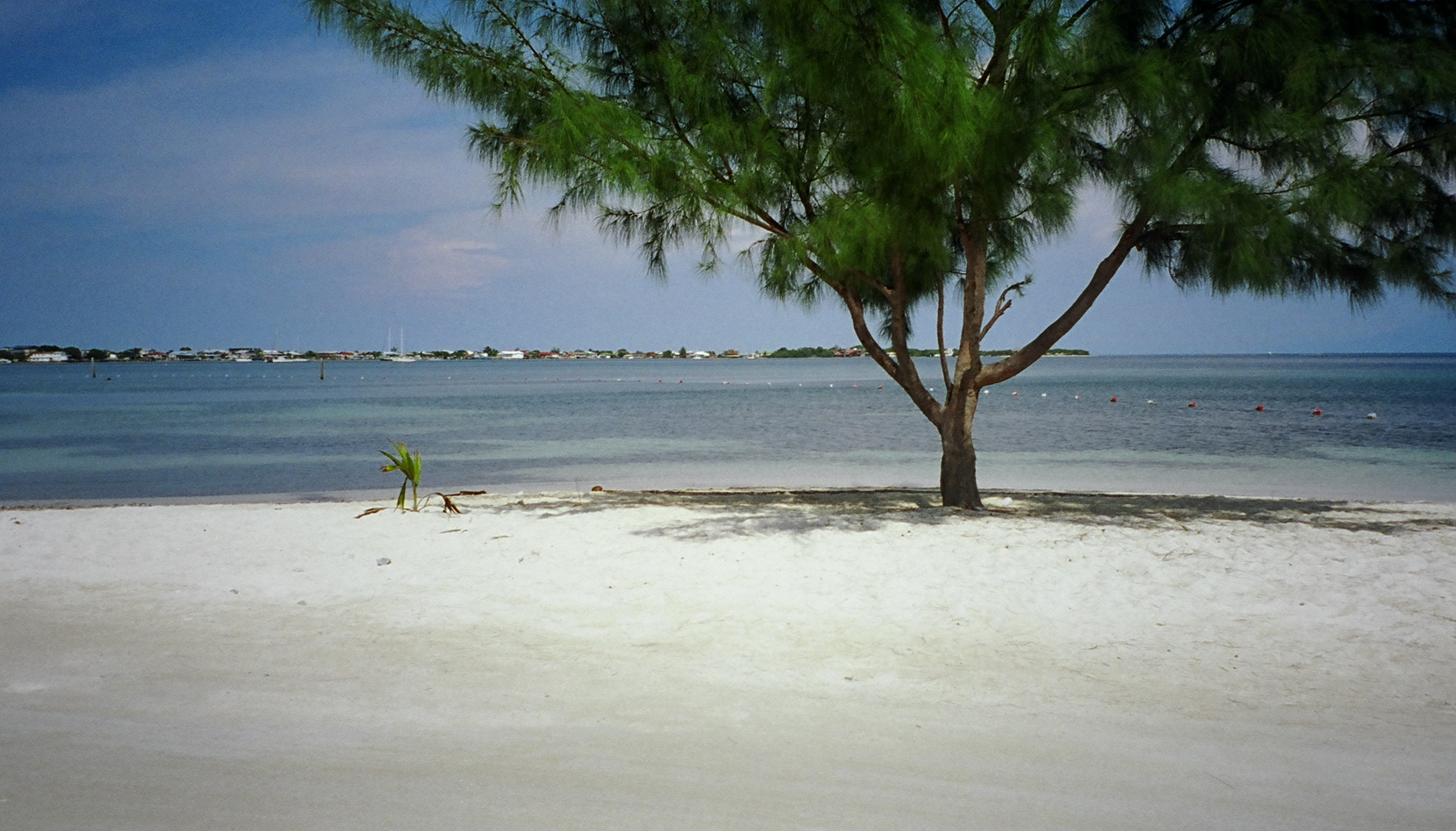
Vista de una playa en Útila.

El idioma oficial, como en el resto de Honduras, es el español, pero se habla el inglés principalmente, sobre todo por las actividades turísticas.
Los habitantes locales hablan un inglés criollo parecido al que se habla en Jamaica. ￼

## Economía

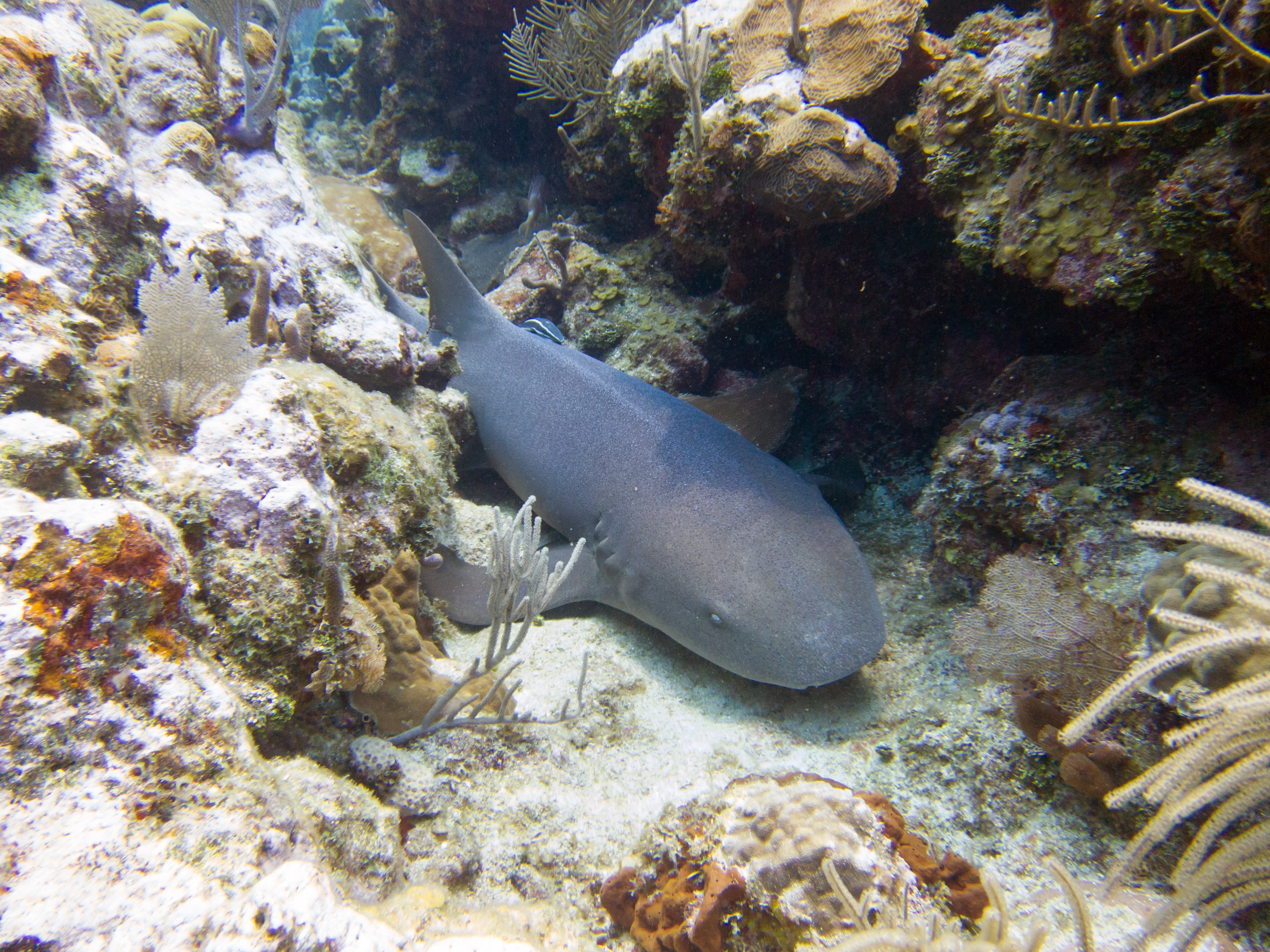
Un tiburón gato en un arrecife en Útila.

Dentro de las actividades económicas de los habitantes de la isla se encuentran lo relativo al turismo, la pesca y el comercio; para ello la isla cuenta con centros hoteleros que se ocupan en la temporada vacacional debido a sus hermosas playas, sus arrecifes y tradicional buceo, por su herencia cultural anglo-africana, con su inglés criollo, y por su carnaval en el mes de julio.

## Turismo

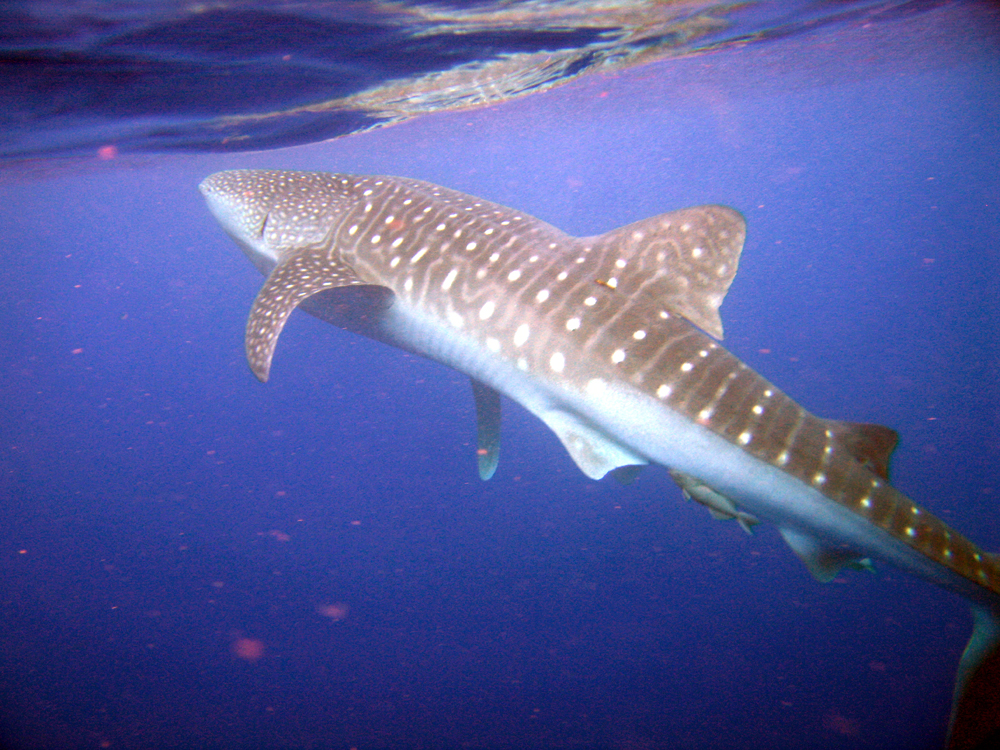
Tiburón cerca de Útila.

Existen dos maneras de llegar a Útila: se puede llegar por tierra a La Ceiba y tomar el ferry que viaja de las islas al territorio continental hondureño o se puede arribar por aire.
La Organización de las Naciones Unidas (ONU) declaró a la Isla de Utila como el mejor lugar del mundo para bucear.
La segunda cadena de arrecife más grande del mundo se extiende a través de las Islas de la Bahía, donde la vida marina es rica y abundante; esto, combinado con aguas cristalinas y una visibilidad de hasta 500 m, convierte a Útila en uno de los mejores lugares para buceo; además, se le considera uno de los lugares más baratos del mundo para estudiar y conseguir la certificación de buceo. Existen alrededor de 12 dive shops o escuelas de buceo en Útila para obtener la certificación, que van desde el nivel principiante hasta el más profesional, e incluso el máster.

## División Política
Aldeas: 1 (2013)
Caseríos: 21 (2013)
| Código | Aldea |
| ------ | ----- |
| 110401 | Utila |